# 2021 год в спорте
Список 2021 год в спорте описывает спортивные события 2021 года.

## События

### Январь
- 26 декабря—5 января — Чемпионат мира по хоккею среди молодёжных команд (, Эдмонтон, Ред-Дир)
- 16—17 января — чемпионат Европы по конькобежному спорту ( Херенвен; Нидерланды)[1].
- 21—31 января — XXX зимняя Универсиада ( Люцерн; Швейцария)[2] — Отложена на неопределённый срок
- 14—31 января — Чемпионат мира по гандболу среди мужчин ( Каир, Суэц, Хургада, Шарм-эш-Шейх; Египет)[3].
- 25—31 января — чемпионат Европы по фигурному катанию ( Загреб; Хорватия)[4] — Отменён
- 27—31 января — чемпионат мира по хоккею с мячом в дивизионе В ( Сыктывкар, Россия). Перенесён на 2022 год.
- 28 января—12 февраля — матч за звание чемпиона мира по международным шашкам среди мужчин 2021 года ( Эйндховен Нидерланды Перенесён на неопределённый срок.

### Февраль
- 8—14 февраля — чемпионат четырёх континентов по фигурному катанию ( Сидней, Австралия)[5] — Отменён
- 9—21 февраля — чемпионат мира по биатлону ( Поклюка, Словения).
- 11—14 февраля — чемпионат мира по конькобежному спорту на отдельных дистанциях ( Херенвен; Нидерланды)[6]

### Март
- 1—7 марта — чемпионат мира по фигурному катанию среди юниоров ( Харбин, КНР).
- 22—28 марта — чемпионат мира по фигурному катанию ( Стокгольм, Швеция)[4].
- 30 марта—4 апреля — чемпионат мира по хоккею с мячом в дивизионе А ( Сыктывкар; Россия). Перенесён на 2022 год.

### Апрель
- 11—14 апреля — командный чемпионат мира по фигурному катанию ( Токио, Япония).
- 13—23 апреля — 21-й Молодёжный чемпионат мира по боксу 2021[англ.] ( Кельце Польша).
- 19—25 апреля — Чемпионат Европы по борьбе 2021 ( Варшава Польша).
- 23—3 мая — матч за звание чемпионки мира по международным шашкам между Тамарой Тансыккужиной (Россия) и Натальей Садовской (Польша) ( Варшава, Польша)[7].

### Май
- 10—23 мая — Чемпионат Европы по водным видам спорта ( Будапешт, Венгрия)
- 20 мая—11 июня — Чемпионат мира по футболу среди молодёжных команд ().Отменён
- 21—6 июня — чемпионат мира по хоккею с шайбой ( Рига, Латвия)[8].

### Июнь
- 9—26 июня — чемпионат Европы по футболу среди молодёжных команд (, )[9][10].
- 10—20 июня — Средиземноморские игры ( Оран, Алжир). — Перенесены на 2022 год
- 11 июня-11 июля — Чемпионат Европы по футболу (, , , , , , , , , ,  (Рим, Баку, Санкт-Петербург, Копенгаген, Амстердам, Бухарест, Лондон, Глазго, Севилья, Мюнхен и Будапешт))
- 17—27 июня — чемпионат Европы по баскетболу среди женщин (, )
- 28 июня—15 июля — чемпионат мира по международным шашкам среди мужчин и среди женщин (Таллин, Эстония).

### Июль
- 7 июля—1 августа — чемпионат Европы по футболу среди женщин (Лондон, Манчестер, Шеффилд, Ноттингем, Брайтон, Ротерем, Саутгемптон, Милтон-Кинс, Англия) — Перенесён на 2022 год
- 16 июля—1 августа — чемпионат мира по водным видам спорта (Фукуока, Япония). Перенесён на 2022 год.
- 23 июля—8 августа — XXXII летние Олимпийские игры (Токио, Япония).

### Август
- 6—15 августа — чемпионат мира по лёгкой атлетике (Юджин, США). Перенесён на июль 2022 года.
- 19—29 августа — чемпионат мира по пляжному футболу (Москва, Россия).
- 24 августа—5 сентября — Летние Паралимпийские игры 2020 (Токио, Япония).
- 27 августа—4 сентября — Чемпионат России по боксу 2021 (Кемерово, Россия).

### Сентябрь
- 2—19 сентября — чемпионат Европы по баскетболу. (Берлин/ Тбилиси/ Милан/ Прага) — Перенесён на 2022 год
- 2—11 сентября — I игры стран СНГ (Казань, Россия).
- 10—19 сентября — чемпионат Европы по русским шашкам среди мужчин по русским шашкам (Йыгева, Эстония).
- 16—26 сентября — 58-й Чемпионат мира по боксу среди военнослужащих 2021 (Москва, Россия)[11].

### Октябрь
- 2—10 октября — чемпионат мира по борьбе (Осло, Норвегия).
- 4—9 октября — командный чемпионат Европы по международным шашкам среди мужчин и среди женщин (Кьянчано-Терме, Италия).
- 10 октября — финал Лиги наций УЕФА 2021 (Милан, Италия).
- 11—17 октября — чемпионат мира по хоккею с мячом в дивизионе А (Иркутск; Россия) Перенесён на 2022 год.
- 18—24 октября — чемпионат мира по спортивной гимнастике (Китакюсю, Япония).
- 20—24 октября — чемпионат мира по трековым велогонкам (Рубе, Франция).
- 25 октября — 6 ноября — чемпионат мира по боксу среди любителей (Белград, Сербия).
- 26 октября — 2 ноября — Мировая серия Мировой лиги бейсбола (Атланта и Хьюстон, США).
- 27—31 октября — чемпионат мира по художественной гимнастике (Китакюсю, Япония).

### Ноябрь
- 1—6 ноября — финальный турнир теннисного Кубка Билли Джин Кинг (Прага, Чехия).
- 2—7 ноября — чемпионат Европы по плаванию на короткой воде (Казань, Россия).
- 3—8 ноября — чемпионат Африки по международным шашкам среди команд (Яунде, Камерун).
- 10—17 ноября — финальный турнир WTA (Сапопан, Мексика).
- 12—14 ноября — 1-й этап Кубка мира по конькобежному спорту сезона 2021/2022 (Томашув-Мазовецки, Польша).
- 16—21 ноября — чемпионат мира по карате (Дубай, ОАЭ).
- 23—29 ноября — чемпионат мира по настольному теннису (Хьюстон, США).
- 29 ноября—5 декабря — чемпионат мира по международным шашкам среди юниоров и среди девушек(Шклярска-Поремба, Польша).

### Декабрь
- 1-19 декабря — чемпионат мира по гандболу среди женщин ( Испания).
- 7-17 декабря — чемпионат мира по тяжёлой атлетике ( Ташкент, Узбекистан).
- 15-19 декабря — чемпионат мира по волейболу среди женских клубных команд ( Анкара, Турция).